# Composition du conseil départemental du Loiret

Le département du Loiret (en rouge) sur une carte de France

La liste des conseillers départementaux (anciennement généraux) du Loiret présente l'identité des actuels conseillers départementaux et anciens conseillers généraux du conseil départemental du département français du Loiret.

## Composition du conseil départemental du Loiret

### Mandature 2021 - 2028
Le conseil départemental du Loiret est composé de 41 sièges.
| Président du Conseil départemental   |       |       |      |                                       |
| Marc Gaudet (UDI)                    |       |       |      |                                       |
| Parti                                | Sigle | Sigle | Élus | Groupes                               |
| Majorité (36 sièges)                 |       |       |      |                                       |
| Les Républicains                     |       | LR    | 21   | Majorité départementale               |
| Divers droite                        |       | DVD   | 12   | Majorité départementale               |
| Union des démocrates et indépendants |       | UDI   | 3    | Majorité départementale               |
| Opposition (6 sièges)                |       |       |      |                                       |
| Parti socialiste                     |       | PS    | 4    | Socialiste, écologiste et républicain |
| La République en marche              |       | LREM  | 1    | Socialiste, écologiste et républicain |
| Europe Écologie Les Verts            |       | EÉLV  | 1    | Socialiste, écologiste et républicain |

### Mandature 2015 - 2021
Le conseil départemental du Loiret est composé de 41 sièges.
| Parti                                | Sigle | Sigle | Élus |
| ------------------------------------ | ----- | ----- | ---- |
| Majorité (27 sièges)                 |       |       |      |
| Union pour un mouvement populaire    |       | UMP   | 18   |
| Divers droite                        |       | DVD   | 7    |
| Union des démocrates et indépendants |       | UDI   | 2    |
| Opposition (14 sièges)               |       |       |      |
| Parti socialiste                     |       | PS    | 9    |
| Parti communiste français            |       | PCF   | 3    |
| Europe Écologie Les Verts            |       | EÉLV  | 2    |
| Président du Conseil général         |       |       |      |
| Éric Doligé (UMP)                    |       |       |      |

### Mandature 2011 - 2015
Avant les élections, le conseil général du Loiret est présidé par Éric Doligé (UMP). Il comprend 41 conseillers généraux issus des 41 cantons du Loiret ; 20 d'entre eux sont renouvelables lors de ces élections. 
| Parti                             | Sigle | Élus |
| --------------------------------- | ----- | ---- |
| Majorité (28 sièges)              |       |      |
| Union pour un mouvement populaire | UMP   | 20   |
| Divers droite                     | DVD   | 7    |
| Nouveau Centre                    | NC    | 1    |
| Opposition (13 sièges)            |       |      |
| Parti socialiste                  | PS    | 8    |
| Parti communiste français         | PCF   | 3    |
| Europe Écologie Les Verts         | EELV  | 1    |
| Divers gauche                     | DVG   | 1    |
| Président du Conseil général      |       |      |
| Éric Doligé (UMP)                 |       |      |

## Liste des conseillers départementaux du Loiret

### Période de juin 2021 à mars 2028
Conseillers départementaux du Loiret par canton d'élection

### Période de mars 2015 à juin* 2021
Conseillers départementaux du Loiret par canton d'élection.
A noter : La date initiale de mars 2021 a été reportée en juin 2021 à cause de la pandémie de Covid-19

### Période de mars 2011 à mars 2015
Le tableau ci-dessous présente les conseillers généraux du Loiret par canton d'élection :
| Canton                              | Circ | Conseiller général   | Parti | Série |
| ----------------------------------- | ---- | -------------------- | ----- | ----- |
| Arrondissement de Montargis         |      |                      |       |       |
| Canton d'Amilly                     | 4    | Christian Bourillon  | UMP   | 2008  |
| Canton de Bellegarde                | 5    | Albert Février       | UMP   | 2008  |
| Canton de Briare                    | 4    | Michel Lechauve      | UMP   | 2011  |
| Canton de Châlette-sur-Loing        | 4    | Franck Demaumont     | PCF   | 2011  |
| Canton de Château-Renard            | 4    | Michel Raigneau      | DVD   | 2011  |
| Canton de Châtillon-Coligny         | 4    | Alain Grandpierre    | UMP   | 2008  |
| Canton de Châtillon-sur-Loire       | 4    | Emmanuel Rat         | DVD   | 2011  |
| Canton de Courtenay                 | 4    | Alain Drouet         | UMP   | 2008  |
| Canton de Ferrières-en-Gâtinais     | 5    | Frédéric Neraud      | DVD   | 2008  |
| Canton de Gien                      | 4    | Maryse Pelloile      | DVD   | 2008  |
| Canton de Lorris                    | 5    | Denis Godeau         | PS    | 2011  |
| Canton de Montargis                 | 4    | Viviane Jehannet     | UMP   | 2011  |
| Arrondissement d'Orléans            |      |                      |       |       |
| Canton d'Artenay                    | 2    | Pascal Gudin         | DVD   | 2011  |
| Canton de Beaugency                 | 1    | Claude Bourdin       | PS    | 2008  |
| Canton de Châteauneuf-sur-Loire     | 3    | Anne Besnier         | PS    | 2011  |
| Canton de Chécy                     | 3    | Thierry Soler        | VEC   | 2008  |
| Canton de Cléry-Saint-André         | 1    | Clément Oziel        | UMP   | 2008  |
| Canton de La Ferté-Saint-Aubin      | 1    | Xavier Deschamps     | UMP   | 2008  |
| Canton de Fleury-les-Aubrais        | 5    | Michel Breffy        | PS    | 2011  |
| Canton d'Ingré                      | 2    | Michel Guérin        | PCF   | 2008  |
| Canton de Jargeau                   | 3    | Gérard Malbo         | UMP   | 2011  |
| Canton de Meung-sur-Loire           | 2    | Éric Doligé          | UMP   | 2011  |
| Canton de Neuville-aux-Bois         | 5    | Marc Andrieu         | UMP   | 2008  |
| Canton d'Olivet                     | 1    | Hugues Saury         | UMP   | 2008  |
| Canton d'Orléans-Bannier            | 2    | Joelle Beauvallet    | PS    | 2011  |
| Canton d'Orléans-Bourgogne          | 3    | Estelle Touzin       | VEC   | 2011  |
| Canton d'Orléans-Carmes             | 2    | Jean-Pierre Gabelle  | UDI   | 2008  |
| Canton d'Orléans-Saint-Marc-Argonne | 3    | Micheline Prahecq    | PS    | 2008  |
| Canton d'Orléans-Saint-Marceau      | 1    | Michel Brard         | PS    | 2008  |
| Canton d'Orléans-La Source          | 1    | Michel Ricoud        | PCF   | 2008  |
| Canton d'Ouzouer-sur-Loire          | 3    | Claude de Ganay      | UMP   | 2008  |
| Canton de Patay                     | 2    | Nicole Pinsard       | DVD   | 2011  |
| Canton de Saint-Jean-de-Braye       | 3    | David Thiberge       | PS    | 2011  |
| Canton de Saint-Jean-de-la-Ruelle   | 2    | Christophe Chaillou  | PS    | 2008  |
| Canton de Saint-Jean-le-Blanc       | 1    | Antoine Carré        | UMP   | 2011  |
| Canton de Sully-sur-Loire           | 3    | Jean-Noël Cardoux    | UMP   | 2011  |
| Arrondissement de Pithiviers        |      |                      |       |       |
| Canton de Beaune-la-Rolande         | 5    | Michel Grillon       | UMP   | 2008  |
| Canton de Malesherbes               | 5    | Michel Guérin        | UMP   | 2011  |
| Canton d'Outarville                 | 5    | Patrick Choffy       | DVD   | 2008  |
| Canton de Pithiviers                | 5    | Marc Gaudet          | UDI   | 2011  |
| Canton de Puiseaux                  | 5    | Christian Blumenfeld | UMP   | 2011  |

## Anciens conseillers généraux ou départementaux
Le tableau ci-dessous présente une liste d'anciens conseillers généraux ou départementaux notables du Loiret :
| Élu (naissance-mort)                             | Période   | Canton                | Parti              | Qualité et Autres mandats | Portrait |
| ------------------------------------------------ | --------- | --------------------- | ------------------ | --- | -------- |
| Gabriel-Jacques Laisné de Villévêque (1766-1851) | 1800 - ?  |                       | Pro-Bourbons       | Député du Loiret (1817-1823 ; 1828-1831) |          |
| Agathon Jean François Fain (1778-1836)           | 1836      | Châteaurenard         |                    | Écrivain Secrétaire particulier de l'empereur Napoléon Ier Député du Loiret (1834-1836)                                                                                              |          |
| Antoine Becquerel (1788-1878)                    | 1847-1870 | Châtillon-Coligny     |                    | Officier Professeur de physique au Muséum national d'histoire naturelle de Paris Membre de l'Institut (Académie des sciences                                                         |          |
| Jacques Pierre Abbatucci (1791-1857)             | 1852      | Orléans-Nord-Ouest    |                    | Ministre de la Justice (1852-1857) Député de Corse (1830-1831) Député du Loiret (1839-1851) Sénateur du Second Empire (1852-1857) Président du conseil général du Loiret (1852-1857) |          |
| Adolphe Cochery (1819-1900)                      | 1871-1900 | Montargis             |                    | Ministre des Postes et Télégraphes Député du Loiret (1869-1888) sénateur du Loiret (1888-1900) Président du conseil général du Loiret (1877-1900)                                    |          |
| Albert Viger (1843-1926)                         | 1886-1926 | Châteauneuf-sur-Loire | Gauche radicale    | Médecin ministre de l'Agriculture Député du Loiret (1885-1902) Maire de Châteauneuf-sur-Loire                                                                                        |          |
| Charles de Saint-Paul (1890-1907)                | 1890-1907 | Orléans-Nord-Ouest    | Conservateur       | Maire de Chécy |          |
| Fernand Rabier (1855-1933)                       | 1907-1933 | Orléans-Nord-Ouest    |                    | Maire d'Orléans (1887 ; 1912-1919) Député du Loiret (1888-1919) Sénateur du Loiret (1920-1933) Président du conseil général du Loiret (1925-1933)                                    |          |
| Louis Gallouédec (1864-1937)                     | 1907-1937 | Orléans-Nord-Est      |                    | Géographe Président du conseil général du Loiret (1933-1936) Maire de Saint-Jean-de-Braye (1912-1937)                                                                                |          |
| Marcel Donon (1879-1943)                         | 1919-1940 | Pithiviers            |                    | Maire de Pithiviers Sénateur du Loiret (1920-1940) Président du conseil général du Loiret (1934 ; 1936)                                                                              |          |
| Pierre Dézarnaulds (1879-1975)                   | 1935-1959 | Châtillon-sur-Loire   |                    | Chirurgien Sous-secrétaire d’État à l’Éducation physique (1936-1937) Député du Loiret (1919-1955) Président du conseil général du Loiret (1946-1956) Maire de Gien (1935-1959)       |          |
| Paul Cabanis (1892-1944)                         | 1931-1940 | Beaune-la-Rolande     | radical-socialiste | Médecin Député du Loiret (1935-1942) Maire de Beaune-la-Rolande (1935-1942) |          |
| Jean Zay (1904-1944)                             | 1937-1940 | Orléans-Nord-Est      | radical-socialiste | Avocat Ministre de l’Éducation nationale (1936-1939) Député du Loiret (1932-1942) |          |
| Kléber Malécot (1915-2008)                       | 1958-1995 | Neuville-aux-Bois     | UDF                | Entrepreneur Sénateur du Loiret (1974-2001) Président du conseil général du Loiret (1979-1994) Maire de Neuville-aux-Bois (1947-1995)                                                |          |
| Jacques Douffiagues (1941-2011)                  | 1979-1992 | Orléans-Bourgogne     | UDF-PR             | Conseiller à la Cour des comptes Ministre des transports (1986-1988) Député du Loiret (1978-1981 ; 1986) Maire d'Orléans (1980-1988)                                                 |          |
| Éric Doligé (né en 1943)                         | 1979-2015 | Meung-sur-Loire       | RPR puis UMP       | Entrepreneur Député du Loiret (1988-2001) Sénateur du Loiret (depuis 2001) Président du conseil général du Loiret (1994-2015) Maire de Meung-sur-Loire (1983-2001)                   |          |